# Őrhalom
Őrhalom é um município da Hungria, situado no condado de Nógrád. Tem 17,46 km² de área e sua população em 2015 foi estimada em 967 habitantes.